# میلروی (ایندیانا)
میلروی (به انگلیسی: Milroy) یک منطقهٔ مسکونی در ایالات متحده آمریکا است که در ایندیانا واقع شده‌است. میلروی ۲۹۴٫۱۴ متر بالاتر از سطح دریا واقع شده‌است.